# Marta Milani
Marta Milani (* 9. März 1987 in Treviglio) ist eine ehemalige italienische Leichtathletin, die im Sprint und Mittelstreckenlauf an den Start ging.

## Sportliche Laufbahn
Erste internationale Erfahrungen sammelte Marta Milani im Jahr 2004, als sie bei den Juniorenweltmeisterschaften in Grosseto mit der italienischen 4-mal-400-Meter-Staffel mit 3:41,53 min im Vorlauf ausschied. Im Jahr darauf schied sie bei den U23-Europameisterschaften in Kaunas mit 55,95 s in der ersten Runde über 400 Meter aus und verpasste im Staffelbewerb mit 3:42,15 min den Finaleinzug. 2006 schied sie bei den Juniorenweltmeisterschaften in Peking mit 54,83 s im Halbfinale über 400 Meter aus und im Jahr darauf kam sie bei den U23-Europameisterschaften in Debrecen mit 54,59 s nicht über den Vorlauf hinaus. Zudem belegte sie dort mit der Staffel in 3:34,39 min den vierten Platz. 2009 gelangte sie bei den U23-Europameisterschaften in Kaunas mit 52,94 s auf den sechsten Platz über 400 Meter und wurde im Staffelbewerb in 3:32,92 min Fünfte. Anschließend schied sie mit der Staffel bei den Weltmeisterschaften in Berlin mit 3:31,05 min im Vorlauf aus. Im Jahr darauf klassierte sie sich bei den Europameisterschaften in Barcelona mit 51,87 s auf dem sechsten Platz im Einzelbewerb und gewann mit der Staffel mit neuem Landesrekord von 3:25,71 min gemeinsam mit Chiara Bazzoni, Maria Enrica Spacca und Libania Grenot die Bronzemedaille hinter den Teams aus Deutschland und dem Vereinigten Königreich. 2011 wurde sie bei den Halleneuropameisterschaften in Paris in 53,23 s Sechste über 400 Meter und gelangte mit der Staffel mit 3:33,70 min auf Rang vier. Ende August schied sie bei den Weltmeisterschaften in Daegu mit 51,86 s im Semifinale über 400 Meter aus und verpasste mit der Staffel mit 3:26,48 min den Finaleinzug. Im Jahr darauf schied sie bei den Europameisterschaften in Helsinki mit der Staffel mit 3:31,64 min ebenfalls im Vorlauf aus.
2013 wurde sie bei den Halleneuropameisterschaften in Göteborg in der ersten Runde im 800-Meter-Lauf disqualifiziert und im Juni belegte sie bei den Mittelmeerspielen in Mersin in 2:04,01 min den fünften Platz. Daraufhin schied sie bei den Weltmeisterschaften in Moskau mit 2:02,41 min in der ersten Runde über 800 Meter aus und wurde mit der 4-mal-400-Meter-Staffel im Finale disqualifiziert. Im Jahr darauf schied sie mit der Staffel bei den Hallenweltmeisterschaften in Sopot mit 3:31,99 min im Vorlauf aus und im August kam sie bei den Europameisterschaften in Zürich mit 2:05,64 min nicht über den Vorlauf über 800 Meter hinaus. 2015 belegte sie bei der Sommer-Universiade in Gwangju in 53,06 s den siebten Platz über 400 Meter und im Jahr darauf schied sie bei den Europameisterschaften in Amsterdam mit 54,85 s in der Vorrunde aus. 2019 gewann sie bei den Halleneuropameisterschaften in Glasgow mit der Staffel in 3:31,90 min gemeinsam mit Raphaela Lukudo, Ayomide Folorunso und Chiara Bazzoni die Bronzemedaille hinter den Teams aus Polen und dem Vereinigten Königreich. Im Juni gelangte sie bei den Europaspielen in Minsk mit der Mixed-Staffel über 4-mal 400 Meter mit 3:20,00 min auf den siebten Platz und im Oktober schied sie bei den Militärweltspielen in Wuhan mit 55,01 s in der ersten Runde über 400 Meter aus und belegte mit der 4-mal-100-Meter-Staffel in 44,95 s den sechsten Platz. 2021 beendete sie dann ihre aktive sportliche Karriere im Alter von 34 Jahren.
2011 wurde Milani italienische Meisterin im 400-Meter-Lauf sowie von 2012 bis 2014 auch über 800 Meter sowie von 2012 bis 2018 und 2020 auch in der 4-mal-400-Meter-Staffel. 2010 und 2011 wurde sie zudem Hallenmeisterin über 400 Meter und 2014 über 800 Meter und 2021 in der 4-mal-400-Meter-Staffel.

## Persönliche Bestleistungen
- 400 Meter: 51,86 s, 28. August 2011 in Daegu
  - 400 Meter (Halle): 53,09 s, 19. Februar 2011 in Ancona
- 800 Meter: 2:01,35 min, 17. Juli 2012 in Lignano Sabbiadoro
  - 800 Meter (Halle): 2:05,32 min, 17. Februar 2013 in Ancona